# Udo Dettmann
Udo Dettmann (* 5. Dezember 1950 in Kolberg) ist ein deutscher bildender Künstler.

## Leben
Seine Jugend verbrachte Udo Dettmann in Halstenbek bei Pinneberg. Nach einer Lehre als Kartograph und einigen Jahren Tätigkeit in diesem Beruf studierte er von 1977 bis 1981 Malerei an der Muthesius Kunsthochschule in Kiel bei Harald Duwe. Mit Beginn der freischaffenden Tätigkeit, nach dem Studium 1982, verfolgte Udo Dettmann in den Anfangsjahren seines Schaffens einen zeitkritischen Realismus: bis 1987. Seither setzt er sich, im Medium der Malerei, mit den interaktiven Möglichkeiten des Realraumes auseinander. Fläche und Raum, Bild und Objekt sind die Bestandteile, aus denen der Dialog entsteht. Mit seinen Arbeiten schafft er Orte, die dazu anhalten, sich die eigene Befindlichkeit zu vergegenwärtigen, um auf diese Weise eine Reflexion über den Prozess der Wahrnehmung zu erreichen, also die eigene Wahrnehmung wahrzunehmen.
Udo Dettmanns vielschichtig künstlerisches Werk umfasst Zeichnungen, Bilder, Objekte, Videoarbeiten und Installationen. Ab 1985 pflegte er intensive Kontakte zu Künstlerkollegen in der DDR. 1988 initiierte er mit bildenden Künstlern und Musikern aus der DDR und der Bundesrepublik das deutsch-deutsche Ensemble Schifkof, das mehr als 10 Jahre im Bereich experimenteller Musik und Klangkunst tätig war. 1999 initiierten der Künstlerkollege René Havekost und Udo Dettmann den Kunstverein Harburger Bahnhof, dessen künstlerische Leitung sie auch die ersten zwei Jahre übernahmen.
Seit 2010 leitet er, zusammen mit den Kollegen Tino Bittner und Thomas Sander, die Produzentengalerie Dezernat5 in Schwerin.
Udo Dettmann lebt in Lübstorf bei Schwerin.

## Auszeichnungen (Auswahl)
- 1981 Kunst- und Kulturpreis Segeberg
- 1983 Aufenthaltsstipendium an der Cité Internationale Universitaire de Paris
- 1985 Kunstpreis Bad, Verleihung des 1. Preises in Bad Nauheim
- 1987 Atelierstipendium Künstlerhaus Lauenburg
- 1996 Stipendium der Deutschen Akademie Rom, Casa Baldi in Olévano, Italien
- 1999 Stipendium der Stiftung Kulturfonds Berlin, Künstlerhaus Lukas in Ahrenshoop
- 2002 Stipendium Künstlerhaus Schloss Wiepersdorf, Stiftung Kulturfonds Berlin
- 2012 Arbeitsstipendium des Landes MV
- 2017 Kunst- und Kulturpreis Schwerin 2016 mit dem Dezernat5[1]

## Einzelnachweis
1. ↑  Kunst- und Kulturpreis (dort 2016). Abgerufen am 31. August 2022.

| Personendaten    | Personendaten                |
| ---------------- | ---------------------------- |
| NAME             | Dettmann, Udo                |
| KURZBESCHREIBUNG | deutscher bildender Künstler |
| GEBURTSDATUM     | 5. Dezember 1950             |
| GEBURTSORT       | Kolberg                      |